# Yang Wenhui
Yang Wenhui (ur. 1837, zm. 1911; chiń. upr. 杨文会; chiń. trad. 楊文會; pinyin Yáng Wénhùi) – świecki buddysta chiński, reformator chińskiego buddyzmu, którego nazywano „Ojcem Nowoczesnego Buddyjskiego Renesansu”. Znany także jako Yang Renshan (杨仁山).

## Biografia
Urodził się w prowincji Anhui w powiecie Shidai (石埭) (współcześnie w powiecie Shitai 石台). W 1838 r. jego ojciec przeszedł miejskie egzaminy i rodzina przeniosła się do Pekinu. W wieku trzech lat został zaręczony z 9-letnią dziewczynką. Sześć lat później narzeczona zachorowała na ospę i jej twarz została tak oszpecona, że rodzice obu stron sugerowali zerwanie zaręczyn. Jednak 10-letni Yang odmówił zerwania mówiąc „Jeśli ja jej nie zechcę, to kto ją zechce?” i po pięciu latach wzięli ślub.
W czasie wybuchu powstania tajpingów cała rodzina przeniosła się z Pekinu do Hangzhou. W tym mieście poznał kobietę, w której się zakochał, jednak jego żona urodziła wtedy pierwsze dziecko i nie wyraziła zgody na ślub z drugą kobietą. Yang wpadł w depresję. Pewnego dnia będąc w księgarni zauważył kopię Dacheng qixin lun (Przebudzenie wiary w mahajanie). Chociaż nie był związany z buddyzmem, kupił ją. Traktat ten wywarł olbrzymi wpływ na niego. Zaczął czytać sutry i inne teksty buddyjskie. Udawał się także do klasztorów i prowadził dyskusje z mnichami. Rodzina poczuła się zaniepokojona jego nagłym zainteresowaniem buddyzmem, ale zapewnił wszystkich, że nie zostanie mnichem. Studiował sutry, a w przyszłości będzie je także rozpowszechniał.
W latach 60. XIX w. Yang otrzymał kierownictwo nad inżynierskimi i budowlanymi projektami w Nankinie, gdzie w 1866 r. zamieszkał z rodziną. Znalazł wtedy szeroką grupę przyjaciół także zainteresowanych buddyzmem. Odwiedzali się wzajemnie i wymieniali poglądy. Doszli do wniosku, że tylko rozpowszechnianie sutr może przezwyciężyć degradację Dharmy w Chinach. Postanowili więc wydrukować kanon buddyjski i rozpowszechnić go, m.in. poprzez subskrypcje. Nazwali się Jinling kejing chu (金凌刻經處; „Wydawnictwem tekstów z Jinling”). Yang zaangażował się wówczas także w praktyki buddyjskie: śpiewanie sutr, nianfo i siedzenie w medytacji. W 1874 r. wybudował budynek na wzgórzu Beiji ge w Nankinie, gdzie składowano drewniane matryce sutr.
W 1878 r. został zaproszony do Anglii przez nowego chińskiego ambasadora w tym kraju. Przyjął zaproszenie i przez trzy lata służył w ambasadzie jako doradca. Zainteresował się rozwojem nauk w różnych krajach europejskich, a zwłaszcza astronomią, geografią i optyką. Kupił globus, teleskop i mikroskop, które przywiózł do Chin, aby promować naukę. Poznał także profesora Maksa Müllera, słynnego orientalistę, który nadzorował wtedy tłumaczenia tekstów Wschodu, w tym wielu buddyjskich, wydanych później pod tytułem Święte księgi Wschodu w 50 tomach. Uczeń Müllera Nanjō Bun’yū przygotowywał wówczas katalog chińskiej Tripitaki. Yang i Nanjo zaprzyjaźnili się, a być może Yang pomagał mu w tej pracy. Yang dowiedział się od niego, że w Japonii jest wiele chińskich tekstów buddyjskich zupełnie nieosiągalnych w Chinach.
Po powrocie do kraju znów poświęcił się pracy wydawniczej. W wielu wypadkach otrzymywał dotacje, gdyż donatorzy wierzyli, iż tworzą w ten sposób „dobrą karmę”. Często jednak wydawał swoje oszczędności, co całkowicie wyczerpało jego zasoby. W 1886 r. powrócił do Londynu do powtórnej pracy w ambasadzie. Tym razem poświęcił się studiowaniu języka angielskiego, polityki i przemysłu. Był pod takim wrażeniem tego, czego się nauczył, że zaczął popędzać rząd, aby przysyłał na studia jak najwięcej młodych Chińczyków. Kiedy nie przyniosło to żadnego odzewu, postanowił zerwać całkowicie z pracą dla rządu i poświęcić się buddyzmowi.
W dwa lata po powrocie do kraju w 1890 r., krewny jego żony rozpoczął pracę w ambasadzie chińskiej w Japonii. Yang wykorzystał jego obecność w Japonii i po skontaktowaniu się z Nanjio Bunyiu, ów krewny przywiózł do Nankinu około 300 woluminów tekstów, które nie były wymienione w chińskim katalogu tekstów buddyjskich. Yang wydrukował najlepsze z nich. Gdy jego zasoby ponownie się wyczerpały, zaczął sprzedawać instrumenty naukowe, które przywiózł z Europy. Jak się wydaje, nie był on jednak pozbawiony pieniędzy, gdyż w 1898 r. kupił dużą posiadłość pośrodku Nankinu i wybudował zespół budynków, do których przeniósł się z rodziną i wydawnictwem.
W 1893 r. odbył się w Chicago Parlament Religii Świata. Delegat ze Sri Lanki (wtedy Cejlonu) Anagarika Dharmapala przybył do Chin i w Szanghaju zaaranżowano jego spotkanie z Yangiem. Mimo iż nie doszli w rozmowach do żadnej konkluzji odnośnie do pomocy chińskich buddystów dla wskrzeszenia buddyzmu w Indiach i szerzenia go w świecie, najprawdopodobniej utrzymywali korespondencję, chociaż znane są listy dopiero z 1908 r. Doszło do przełomu w myśleniu Yanga, który zaczął myśleć o szerzeniu buddyzmu w świecie.

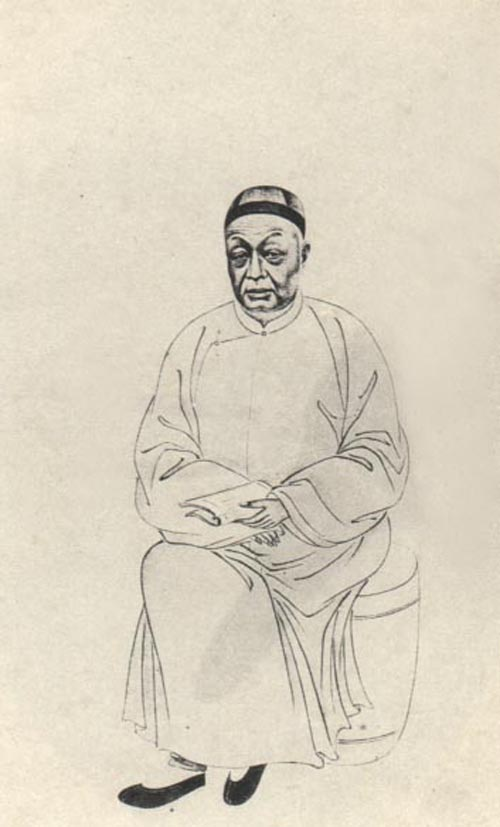
Yang Wenhui

Chiny w tym okresie przystąpiły do reform, na co zdecydowały się po przegranych czterech wojnach z Zachodem. Wpłynęło to także na Yanga. Wydał podręcznik (w 1906 r.) i założył szkołę (w 198 r.) w celu przygotowania chińskich mnichów do misjonarskich działań w innych państwach. Szkoła znajdowała się w kompleksie jego budynków w Nankinie i nosiła nazwę „Zhihuan Jingshe” – „Pustelnia Jetavana”. Przyjęto do niej 24 uczniów – 12 mnichów i 12 laików. Wykładowcą buddyzmu był Yang, a inni nauczyciele (świeccy) uczyli języka angielskiego i chińskiej literatury. Yang skupił się głównie na naukach dharmalakszany.
Prowadzenie szkoły wyczerpało szybko jego zasoby finansowe, więc po roku akademickim (w 1909 r.) została zamknięta. Jednak w tym samym roku otworzył on Stowarzyszenie do Badań nad Religią Buddyjską (chiń. Foxue Yanjiu Hui 佛學研究會), którego był prezydentem i głównym wykładowcą. Wykłady odbywały się raz w tygodniu, głównie dla ludzi świeckich.
Zmarł w Nankinie w 1911 r.

## Znaczenie Yanga
Jest powszechnie uważany za ojca buddyjskiego odrodzenia. Nie był jednak pierwszym, który założył wydawnictwo świętych tekstów buddyjskich, gdyż takie wydawnictwa działały już dużo wcześniej w większych klasztorach buddyjskich. Nie był także pierwszym, który założył szkołę dla mnichów, gdyż taka szkoła powstała w 1904 r., a więc na trzy lata przed Pustelnią Jetavana. Również pierwsze buddyjskie stowarzyszenia powstały w 1900 r. Nawet podręcznik, który wydał, został nieco wcześniej opublikowany przez mnicha Czystej Krainy Yinguanga.
Był jednak pierwszym świeckim buddystą, u którego studiowali mnisi i był to zwiastun tego, co nastąpi w przyszłości nie tylko w Chinach, ale w całej Azji. Jego znaczenie wynika raczej z efektów jakie miały jego działania i z wpływu jakie one wywarły. Jego wydawnictwo wydało ponad milion kopii buddyjskich tekstów. Jego uczniowie (tacy jak np. Taixu) będą należeli do wiodących buddyjskich mnichów i laików w następnym pokoleniu. Rozpoczął badania nad szkołą jogaczary (chiń. faxiang) i przyczynił się do zainteresowania nią. Był także pierwszym chińskim buddystą, który udał się do Europy, zaznajomił się z europejską nauką i myślał o buddyzmie jako światowej religii w świecie nauki.
Chociaż nie był rewolucjonistą, był przeciwnikiem dynastii Qing, jako obcej – niechińskiej władzy, dlatego nigdy nie przystąpił do egzaminów koniecznych do pełnienia np. służby urzędniczej. W jego szkole uczyli się lub wykładali tak rewolucyjnie nastawieni ludzie jak Taixu, Su Manshu i Dixian. Jego syn był bezpośrednio związany z ruchem Stu dni reform w 1898 r. Jeden z jego uczniów – Tan Sitong stał się męczennikiem, który oddał życie za reformy w 1898 r.